# 60-річчя запуску першого супутника Землі (монета)
«60-рі́ччя за́пуску пе́ршого супу́тника Землі́» — ювілейна монета номіналом 5 гривень, випущена Національним банком України, присвячена запуску першого супутника Землі, який випромінював радіохвилі на двох частотах, що дозволило вивчати верхні шари іоносфери. Радіоаматори всього світу стежили за звуковими сигналами, що передаються супутником. Його можна було спостерігати як зірку першої величини — навіть неозброєним оком. Дата запуску супутника вважається початком космічної ери людства. У створенні та запуску першого супутника Землі брали участь українські вчені та конструктори на чолі з основоположником практичної космонавтики С. П. Корольовим.
Монету введено в обіг 29 серпня 2017 року. Вона належить до серії «Україна космічна».

## Опис монети та характеристики
| Номінал грн. | Метал      | Маса, г | Діаметр, мм | Якість виготовлення       | Гурт     | Тираж, штук                                        |
| ------------ | ---------- | ------- | ----------- | ------------------------- | -------- | -------------------------------------------------- |
| 5            | нейзильбер | 16,54   | 35,0        | спеціальний анциркулейтед | рифлений | 50 000 (у тому числі 20 000 у сувенірній упаковці) |

### Аверс
На аверсі монети розміщено: на дзеркальному тлі — кольорове стилізоване зображення планети Земля (використано тамподрук); унизу півколом такі елементи: малий Державний Герб України, напис «УКРАЇНА», номінал «5 ГРИВЕНЬ», рік карбування монети «2017» та логотип Банкнотно-монетного двору Національного банку України.

### Реверс
На реверсі монети подано стилізоване зображення супутника Землі та розміщено написи: «60-РІЧЧЯ ЗАПУСКУ ПЕРШОГО СУПУТНИКА ЗЕМЛІ» (праворуч півколом).

20000 монет із загального тиражу було випущено у буклетах
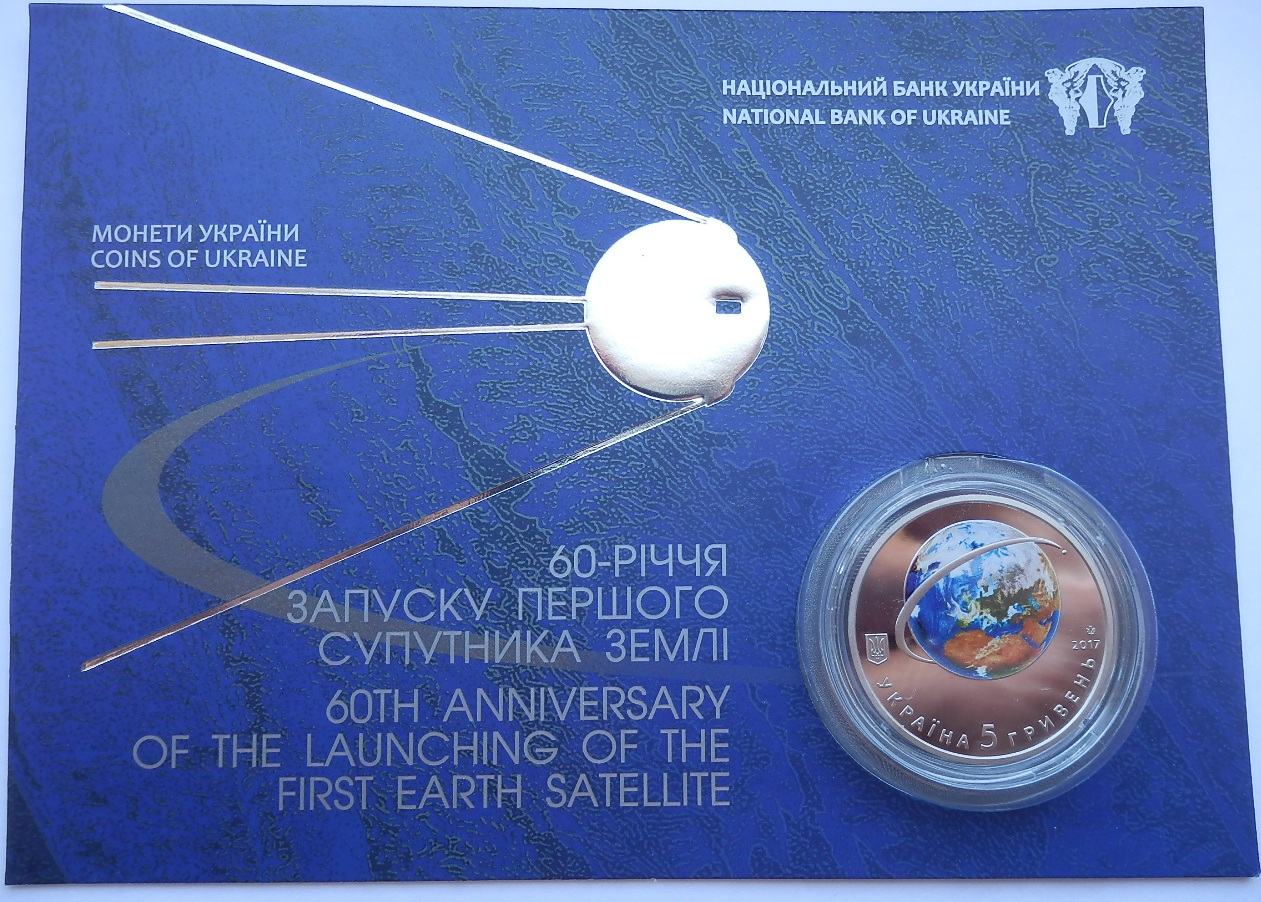
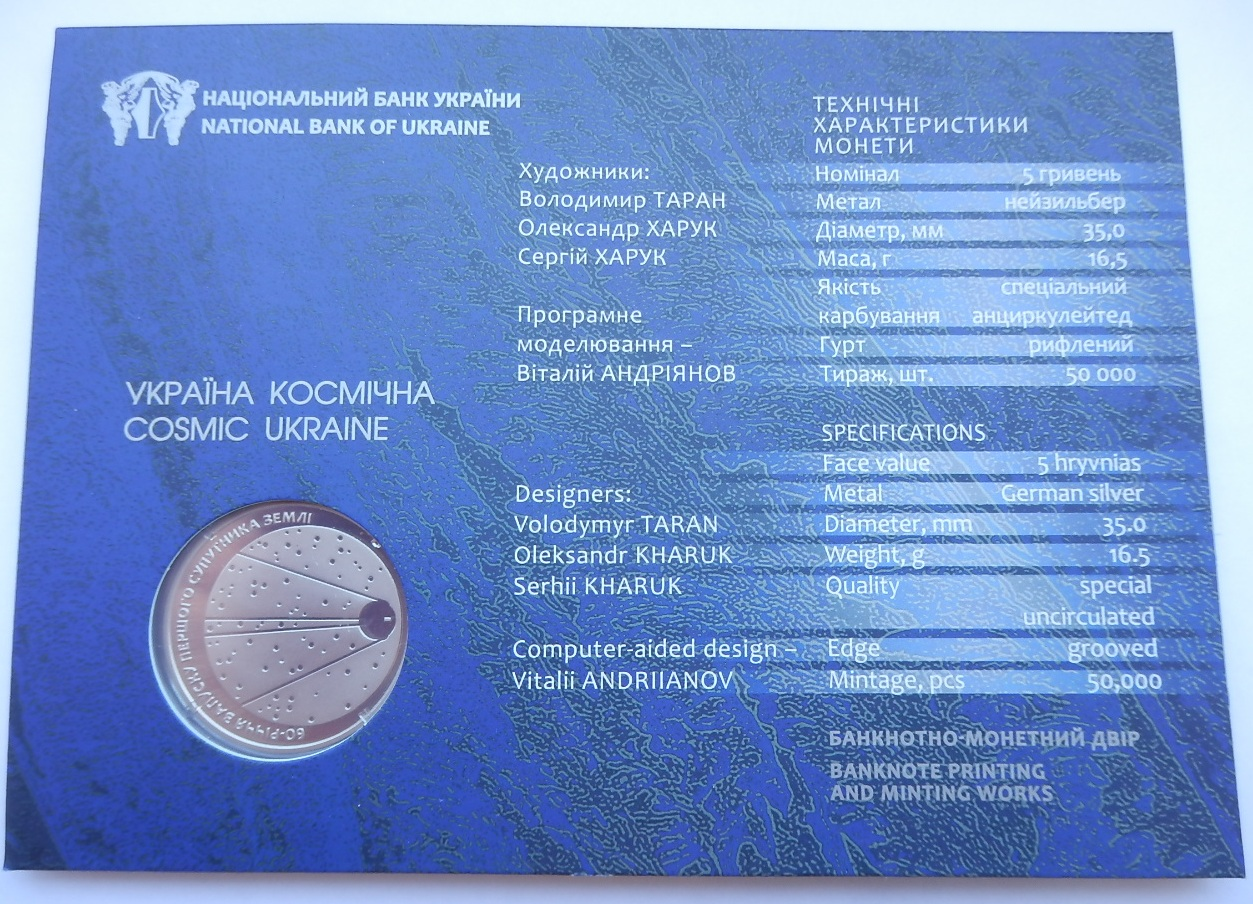

## Автори

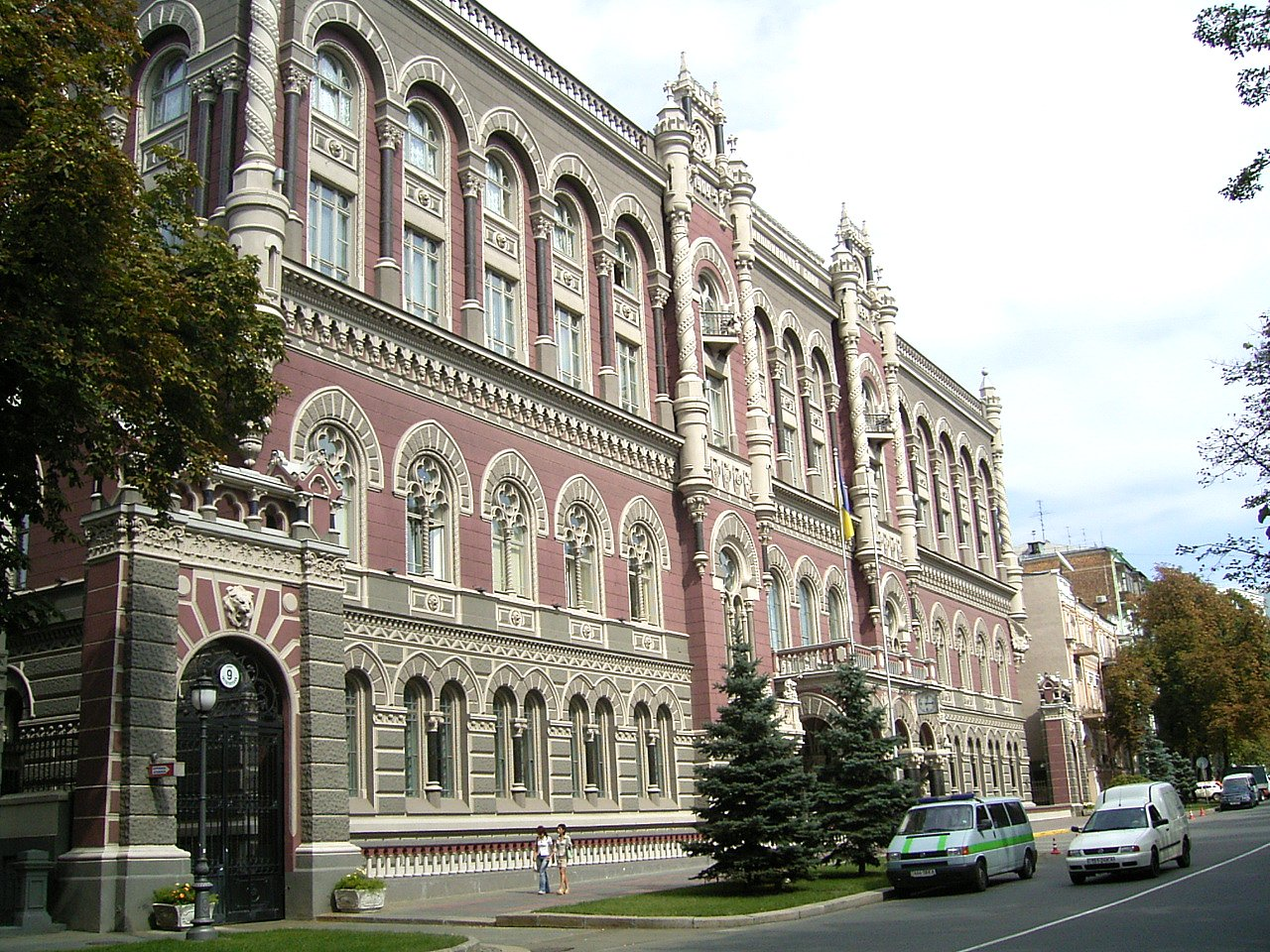
Будівля Національного банку України

- Художники: Таран Володимир, Харук Олександр, Харук Сергій.
- Скульптор — Віталій Андріянов.

## Вартість монети
Під час введення монети в обіг у 2017 році, Національний банк України реалізовував монету через свої філії за ціною 43 гривні.
Фактична приблизна вартість монети з роками змінювалася так:
| Рік        | 2018 | 2019 | 2020 | 2021 | 2022 | 2023 | 2024 | 2025 |
| ---------- | ---- | ---- | ---- | ---- | ---- | ---- | ---- | ---- |
| Ціна, грн. | 70   | 75   | 80   | 115  | 150  | 260  | 380  | 410  |